# ギャルド・スイス

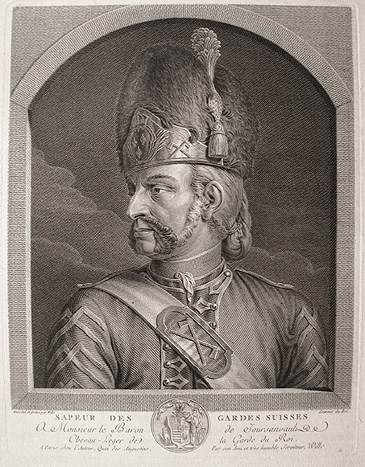
1779年に描かれたスイス衛兵

ギャルド・スイス （フランス語: Gardes suisses）は、1616年から1792年にかけフランス国王に仕えたスイス人の歩兵連隊の名称。
君主の護衛を確保するためのスイス人部隊の利用は、15世紀以降のヨーロッパの多くの宮廷において見出すことができる。フランスでは、王権が数多くのスイス人部隊を利用していた。国王護衛隊、ギャルド・スイスおよびサン・スイス（Cent-Suisses：100人のスイス人を意味する。シャルル8世が創設）においては（摂政王妃の護衛隊や、アルトワ伯殿下スイス人中隊（Compagnie des Suisses de Monsieur le comte d’Artois）のような王族の護衛隊、国王の重臣の護衛隊もそうであったが、）、その中の相当数の部隊はスイス人部隊であった。他方で、スイス人戦列連隊は指揮をしたのもギャルド・スイス出身の将校であったが、これは護衛部隊ではない。

## 初期のギャルド・スイス
スイス衛兵連隊は17世紀初頭に創設されたものの、歴代のフランス王は以前からスイス人兵を雇用していた。ルイ11世は講師としてスイス人兵をフランス陸軍に入隊させていたし、1481年以降彼は自らの近くに警備兵としてスイス人をおいていた。スイス人兵たちは、1476年のグランソンの戦いとモラの戦いでその名を知らしめた。

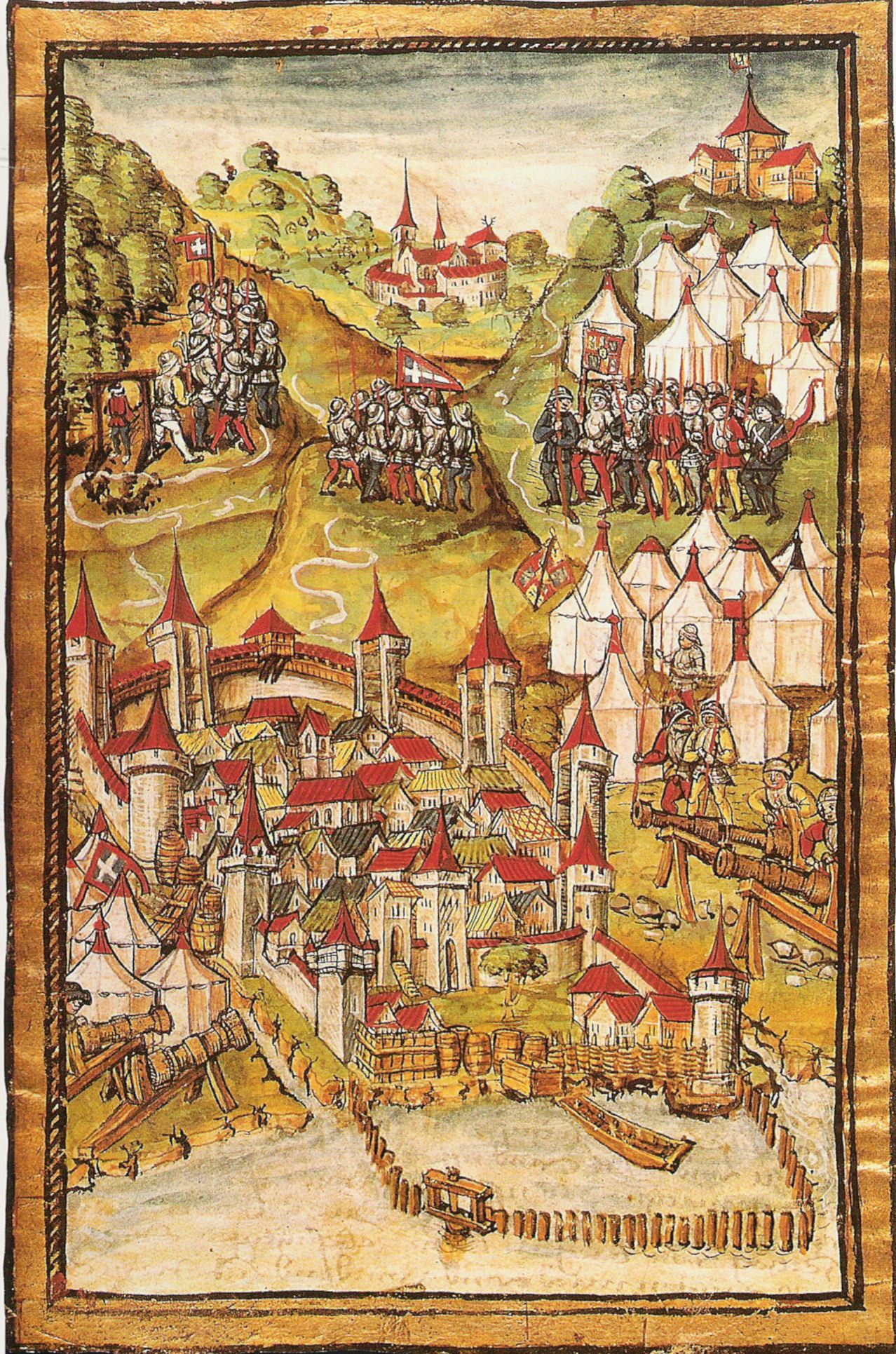
モラの戦い (1476)

ルイ11世の後継者であるフランソワ1世は、ミラノ公国との戦いを再開した。ミラノ公マッシミリアーノ・スフォルツァは領土防衛のためにスイス人兵を雇っていた。1515年のマリニャーノの戦いでフランス軍とスイス人兵は対峙した。フランス騎兵隊の攻撃に勇敢に抵抗したあと、スイス人兵は敗退した。フランソワ1世はこうしてミラノ公国を再征服した。
マリニャーノの戦い後、1515年11月29日のフリブールで、フランスはスイスとの条約に署名した。これは1792年のフランス王制廃止まで尊重された、永続的な条約であった。その後、1515年11月7日のジュネーヴ条約によって、スイス側はフランス王に仕えるスイス人傭兵たちを派遣するようになった。これは1521年にフランスとスイスのカントンとの間に結ばれた同盟条約で補完された。スイス人の傭兵は戦争時において高い資質を備えていた。強力かつ活動的な隣国の保護を受けるため、スイス側はフランス王に6,000人から16,000人の兵士を提供すると誓約した。二カ国は恒久的な共助関係にある同盟国同士であったが、カントンこそがこれら軍隊の真の支配者であり、スイス人兵士を呼び戻す権利を保持していた。これらスイス人隊は完全に独立しており、独自の規則で武装し、独自の法廷や規律を定めていた。スイス人士官と兵卒は彼らの属するカントンの法律にならい、指示を彼らの言語、ドイツ語で与えていた。端的に言えば、スイス人連隊は母国そのものであり、こうした規定は後で結ばれた全ての合意において確認されていた。フランソワ1世との独占契約を結んだ兵士たちの大半が、フリブール出身者だった。 

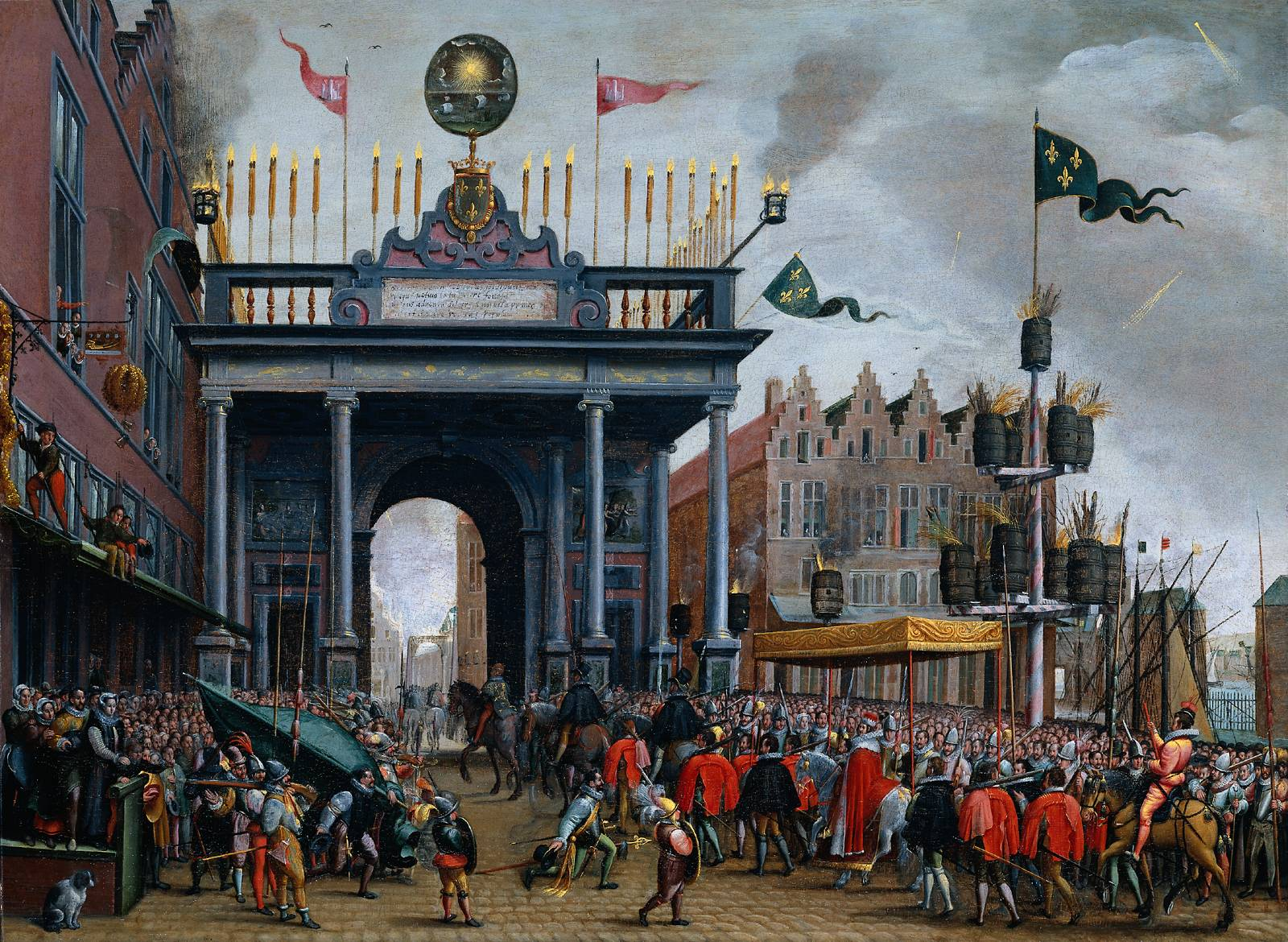
アランソン公フランソワ王子は低地諸国の自由の保護者の称号を持ち、私設のスイス衛兵部隊を率いてアントウェルペンに入城した

1544年、ギヨーム・フローリックはサン・スイス部隊を率いてセリソルの戦いに勝った。
1567年、スイス衛兵が、コンデ公ルイ1世の企てた誘拐から国王シャルル9世を守った。彼らは2000人のユグノー騎兵たちに対して正方形の布陣をつくり、ラニーで国王を脱出させた。このため国王は10,000人の軍隊を持つアンヌ・ド・モンモランシーのいるパリへ到着することができたのである。同じ年、王妃カトリーヌ・ド・メディシスは6000人以上を徴兵したカントンを獲得し、『王のスイス衛兵』（Gardes suisses du roi）の名を与えた。
1571年、未来の王アンリ3世と弟のフランソワ王子は、自らに配属されたスイス人の射手と矛槍兵を従えていた。このスイス人部隊の首領であるモンテスキューは、ジャルナックの戦いでコンデ公ルイ1世を殺害している。アンリ3世は即位すると、弟に50人のスイス兵を含む私設軍を保証した。
1589年にアンリ4世が即位すると、スイス兵は2か月分の給料未払に同意したが、一方で軍の半分が王を見捨てて去った。

## ギャルド・スイスの創設

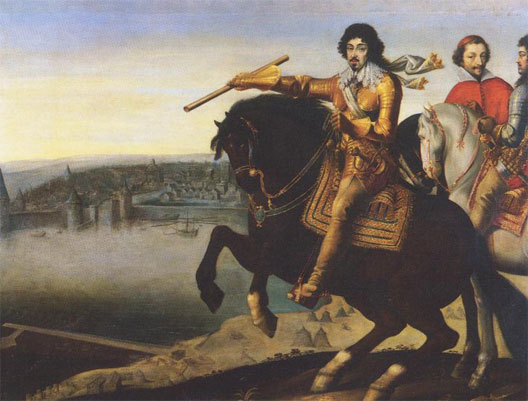
ルイ13世時代、リシュリュー枢機卿の甥であるセザール・デュ・カンブー・ド・コワランはスイス連隊の大佐であった

サン・スイス連隊創設から135年後の1616年、ルイ13世はスイス人の歩兵連隊にスイス人衛兵隊の名を授けた。それは王室軍であるメゾン・ミリテール・デュ・ロワ（fr）に正式に属していなかったが、スイス人衛兵隊は全ての業務を遂行しなければならなかった。スイス人衛兵隊の第一の任務は、宮殿内部を守り、王の身柄を昼夜を通じて確保し、王に常に同行することであった。加えて彼らは、王璽の受託者であり、王冠の宝石の守り手であった。彼らは王に奉仕する第2の常設外国人部隊であった。 
歩兵連隊は、フランス人衛兵隊と旅団を結成し、前線で戦った。元来、スイス人衛兵隊は雇い主である王のそばに駐留した。連隊は、各200人の男性が属する12の中隊で構成されていた。彼らは実際には、フランス王に仕えるスイス人連隊のエリート集団であった。
17世紀のスイス衛兵は、戦時も平時にも規律を保ち恒久的な奉仕を行い高い評判を得ていた。

## 太陽王時代

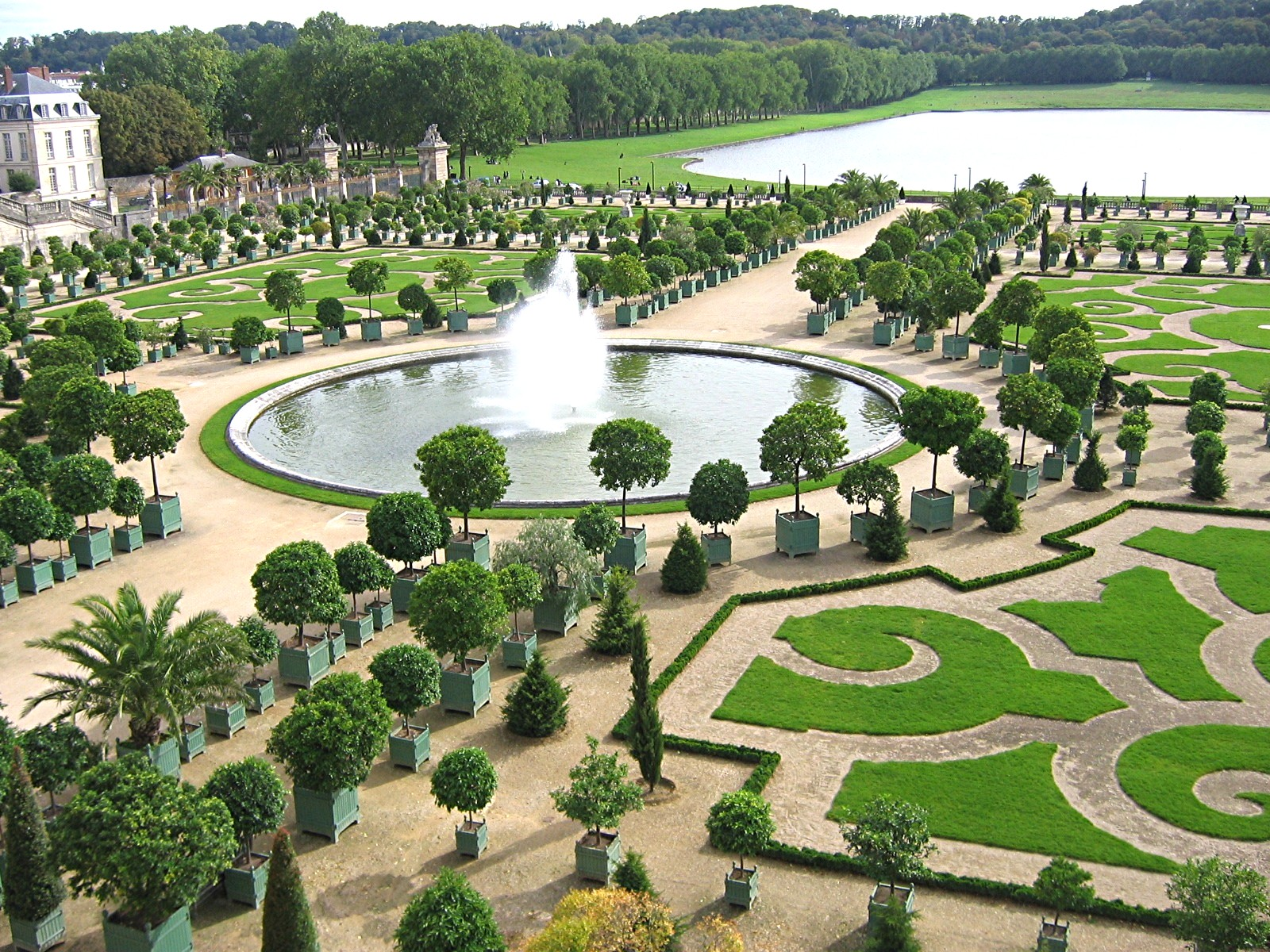
ヴェルサイユ宮殿のオランジュリーにある、スイス兵の水の間

スイス兵の水の間（fr）は、ヴェルサイユ宮殿の庭園にある池で、1679年から1683年にかけ拡張された。名称はルイ14世に仕えるスイス人兵にちなむ。ルイ14世はメゾン・ミリテール・デュ・ロワをエリート集団に一新させた。メゾン・ミリテール・デュ・ロワの軍は、新たな連隊が創設された太陽王ルイの時代に飛躍的に人数が増加した。
1668から1671年、スイス衛兵隊の大佐ピエール・ストッパと戦争大臣ルーヴォワ侯爵は、スイスのカントンに知らせることなく独立した中隊を雇用することに同意した。これは王にとってそれほど高い買い物ではなかった。妥協した部隊のうち7部隊は月額6エキュ（six écus par mois）であった。カントンの承認を受けない、独立した中隊の徴兵は、王室政府によって1660年から1701年まで続けられた。

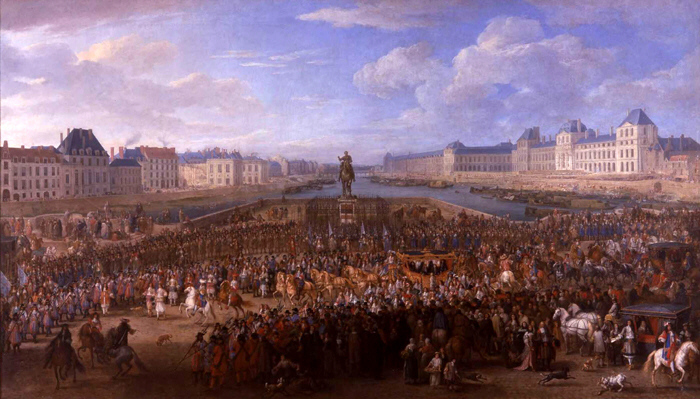
1660年のルイ14世と衛兵隊

1690年代まで中隊はシュレンヌ、リュエイユ＝マルメゾン、ナンテール、コロンブ、サン＝ドニといった郊外に駐留していた。ルイ14世時代の末期には大隊はパリのグランジュ・バトリエール通りに駐留していた。王は中隊を教区に閉じ込めるため、住宅を求めた。
ルイ14世時代末期、後継者はメゾン・ミリテール・デュ・ロワに対し批判を繰り広げた。1709年のポール・ロワイヤル修道院におけるフランス人衛兵隊や、国会議員の逮捕の責務を負う銃士のように、外国人ではない、警察の役割を果たす特定の団体が現れた。スイス人兵の軍事的重要性は、デッティンゲンの戦いやフォントノワの戦いで明らかなように衰え、別の原因も生じた。政治が安定した時代、武装蜂起の可能性が低くなり、肥大化した衛兵隊を維持する必要がなくなったのである。最後に、多くの隊編成に費用がかかりすぎ、そのうちのいくつかは儀礼的な役割しか持たず、王国の債務はある時期になると非常に増加していた。

## 18世紀

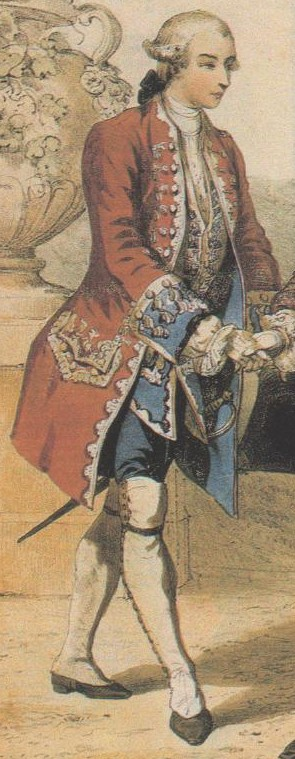
スイス衛兵隊の将校。18世紀のリトグラフより

18世紀、スイス衛兵隊はフランス人衛兵隊とともに旅団を編成し、外部での警護を共同で行っていた。フランスに仕える11のスイス人歩兵連隊として、スイス衛兵隊は赤い軍服を着用した。スイス衛兵はダーク・ブルーの折り袖、折り返しに施された白い刺繍で区別された。擲弾兵中隊だけは、他のフランスの歩兵が三角帽をかぶるところをクマの毛皮の帽子を着用した。  
スイス衛兵連隊は1600人からなった。平時において彼らはパリ郊外の兵舎に駐留した。連隊は12の中隊で構成され、それらには異なった大尉、通常は一般将校であるスイス連隊の連隊長（mestres de camp、メストル・ド・カン）が含まれた。
1763年、擲弾兵中隊は連隊の補佐についた。それまでは戦時にはサン・スイス連隊に属した。
1646年、最初の衛兵隊がリュエイユ＝マルメゾンに到着したが、そこには兵舎がなかった。1754年、ルイ15世がリュエイユ＝マルメゾン、クールブヴォワ、サン＝ドニの三ヶ所に兵舎の建設を命じた。フランス人衛兵隊は公共の秩序を維持するどころか乱すと非難されていた。
1760年、衛兵連隊の2324人に対し、12.888人のスイス人が11のスイス連隊に属していた。
ショワズール公爵エティエンヌは、1762年から1770年まで、スイス人でなければならないという権限を破り、サン・スイスおよびグリソン連隊の上級大将（fr）であった。これは戦争大臣として、全ての正規軍に適用される政策に従ったものである。その目的は、フランス軍やプロイセン軍に対して仕官するようスイス人に仕向けるためであった。1770年代以降、スイス人は、ロシュフォール周囲の湿地の排水など、様々な事業に雇用された。 
スイス衛兵は、1775年10月25日にルイ16世が戦争大臣に任命した、サン＝ジェルマン伯爵クロード＝ルイによる改革の影響を受けなかったOfficiers des Gardes-Suisses en 1789。

## フランス革命からブルボン王制復古期

1792年8月10日のテュイルリー宮殿襲撃。赤い軍服を着用しているのがスイス衛兵

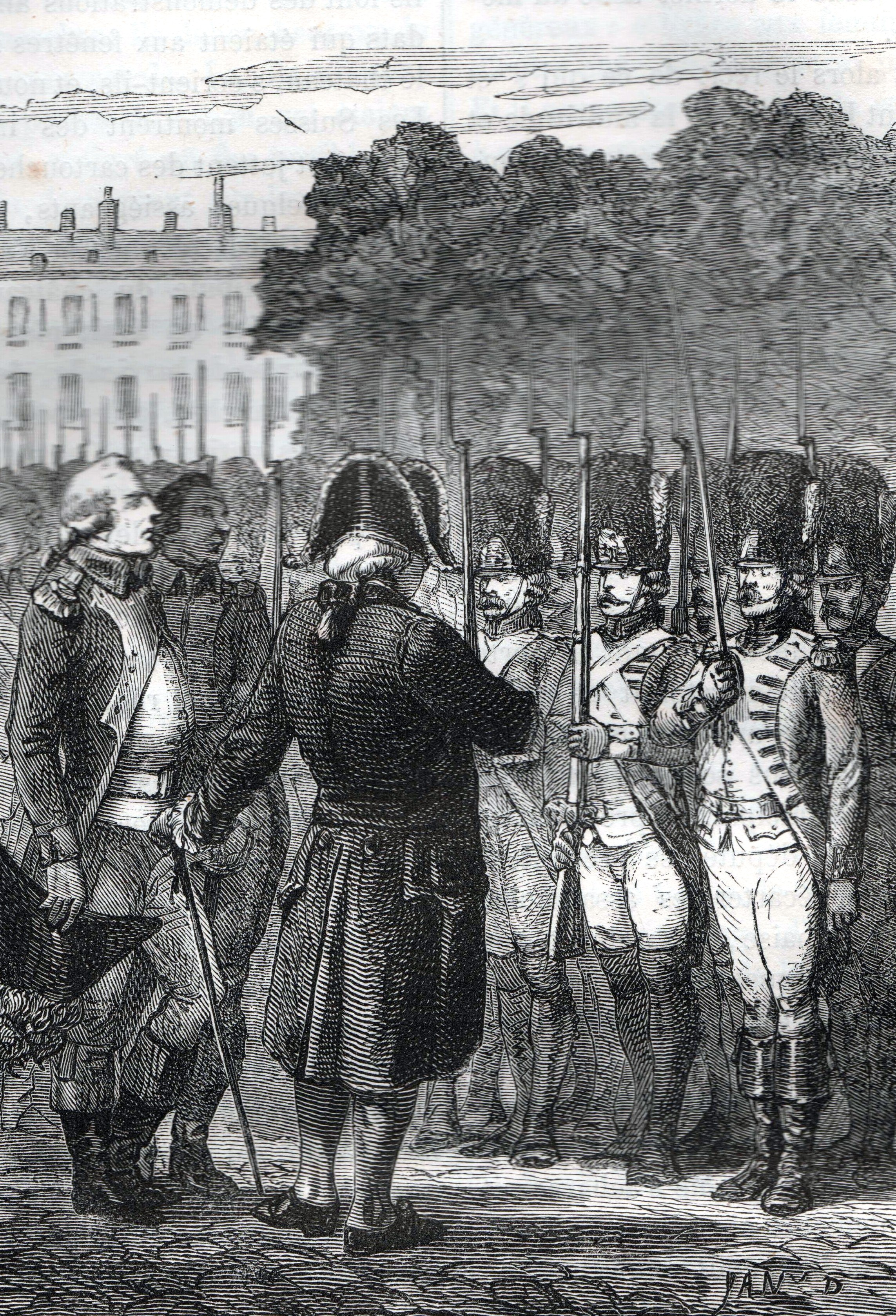
ルイ16世は1792年8月10日の戦いの前、フランス元帥マイイを伴いテュイルリー宮殿を守る軍が整列するところを通り過ぎた

フランス革命が起こると、フランス人衛兵隊は民衆側について1789年の革命的事件に参加した。その後彼らはパリの国民衛兵に配属された。メゾン・ミリテール・デュ・ロワは1791年に廃止されたが、例外としてスイス衛兵隊が残された。スイス衛兵の歴史上最も有名なエピソードは、1792年8月10日の日中に起きた、パリ中心部テュイルリー宮殿の防衛（8月10日事件）である。当日、少数の貴族と武装の不十分なわずかな使用人、国民衛兵のフィーユ・サン・トマ大隊、退役した元将校たちのいる宮殿が、950人のスイス衛兵たちによって守られていた。数日前にノルマンディーの穀物輸送隊を護衛した300人の衛兵中隊だけが兵舎にとどまっていた。衝突が起こる前、王が立法議会に避難するため脱出すると、彼らは主のいないテュイルリー宮殿を守ることとなった。

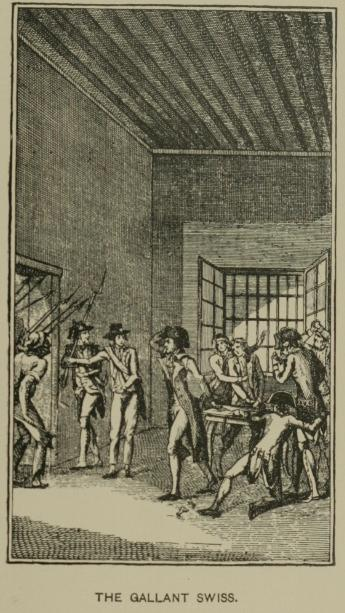
スイス衛兵の生存者たちは、ギロチンの前に引き出された

スイス衛兵隊の本隊はテュイルリー宮殿を横切って退却し、庭園から退いて後方の宮殿建物へ向かった。この時点で彼らは劣勢であり、中央の噴水の近くで小集団に分かれて散り散りになった。宮殿内に残ったスイス衛兵たちは、群衆と対決できない使用人や廷臣たちと一緒に、捕えられ殺害された。テュイルリーにいた950人のスイス衛兵たちのうち約600人は、ルイ16世が停戦命令と武装解除命令を出した後、戦死したり、攻撃を迎え撃とうとして死んだ。約60人がパリのオテル・ド・ヴィル（市庁舎）で捕虜となり、そこで虐殺された。残りの者は負傷して監獄で死ぬか、続いて発生した九月虐殺で命を落とした。 
100人の衛兵が生き残った。テュイルリー宮殿襲撃の最中に殺害されたスイス人衛兵たちは、パリの贖罪礼拝堂に埋葬された。テュイルリーにおけるスイス衛兵隊の上級司令官シャルル・レオドガル・バックマン男爵は身元が確認されたが、彼は赤い軍服を着たまま9月にギロチンの犠牲となった。2人のスイス人将校が生き残り、ただちにナポレオン軍の上級将校とされた。
4つの歩兵連隊が、ナポレオン・ボナパルト、およびスペイン、ロシアにおいて雇用された。この時期のスイス衛兵隊上級大将が、のちのヴァグラム公およびヌーシャテル公ルイ＝アレクサンドル・ベルティエ、そしてのちのモンテベロ公ジャン・ランヌである。

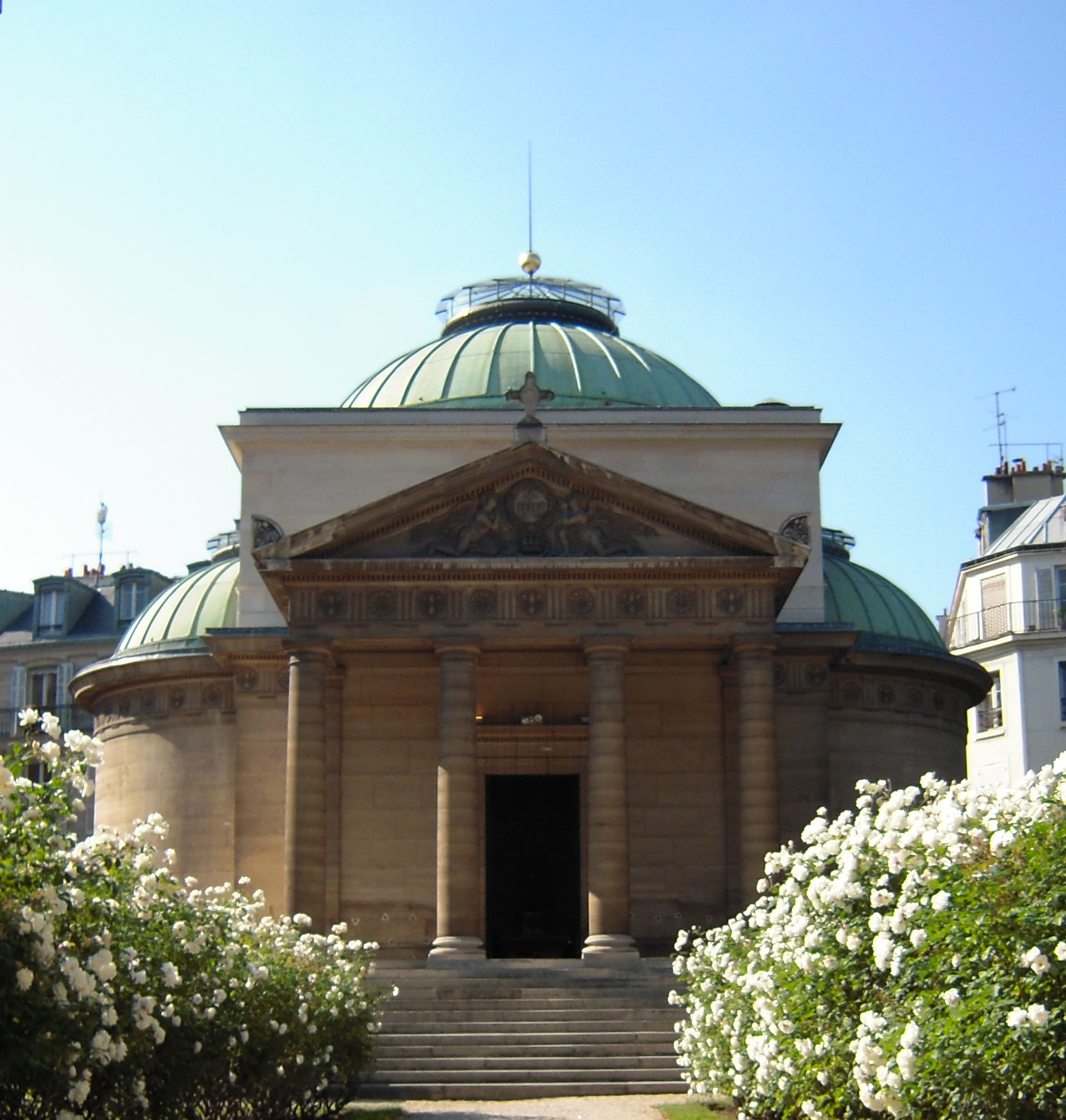
贖罪礼拝堂

王政復古時代、ブルボン家はスイス人軍を採用した。1815年から1830年の王室衛兵隊に含まれる8つの歩兵連隊のうち2つはスイス人連隊であった。これはかつてのスイス衛兵隊の継承者とみなされる。スイス衛兵隊の上級大将は、シャルル10世の孫息子、ボルドー公アンリ・ダルトワであった。
七月革命時に再びテュイルリー宮殿が襲撃されると、再びの虐殺を恐れてスイス人衛兵隊は投入されなかった。これらの隊は1830年8月11日、完全に廃止された。
1832年、スイス連隊の退役軍人たちは別の連隊を編成した。アルジェリアに派遣されたフランス外人部隊のオーエンローエ連隊である。

## 隊司令官

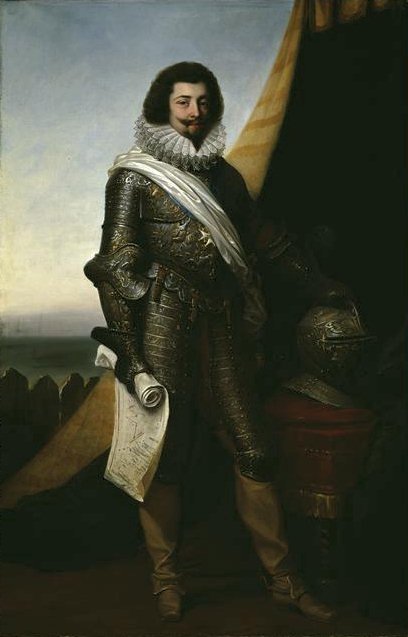
フランス元帥となるフランソワ・バソンピエールはスイス衛兵隊の大佐であった

最初、王は貴族をカントンへ派遣した。士官を希望する者を募り軍の動員を容易にするためだった。同時に、スイス連隊の中隊長や連隊長の肩書きを持つ公爵または領主が田舎に同行した。1つまたは2つの遠征期間中、これは容易な仲介ではなかった。その間、彼らは所属するスイス人連隊で指揮をすることができなかったからである。平時になれば、王が軍を維持し続けてもこの大佐たちは任務を遂行できなかった。サン・スイス連隊を除いて、フランスに属するスイス人軍を監視する必要があった。

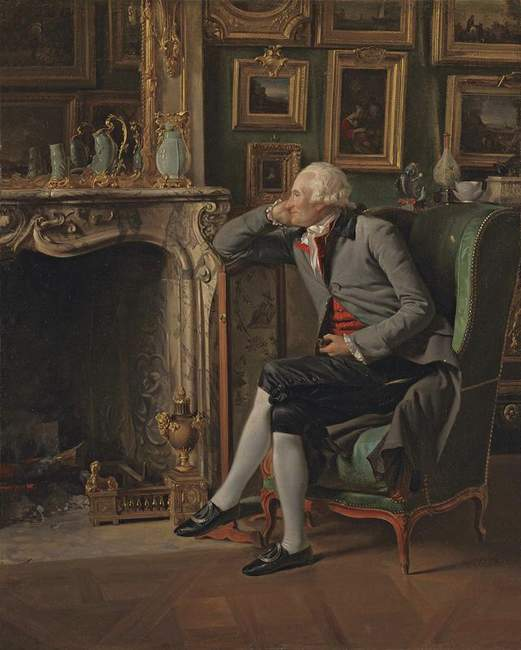
スイス衛兵隊の中佐であったピエール・ド・ブザンヴァル男爵は革命初期の全ての出来事に関係した人物である

## 総評

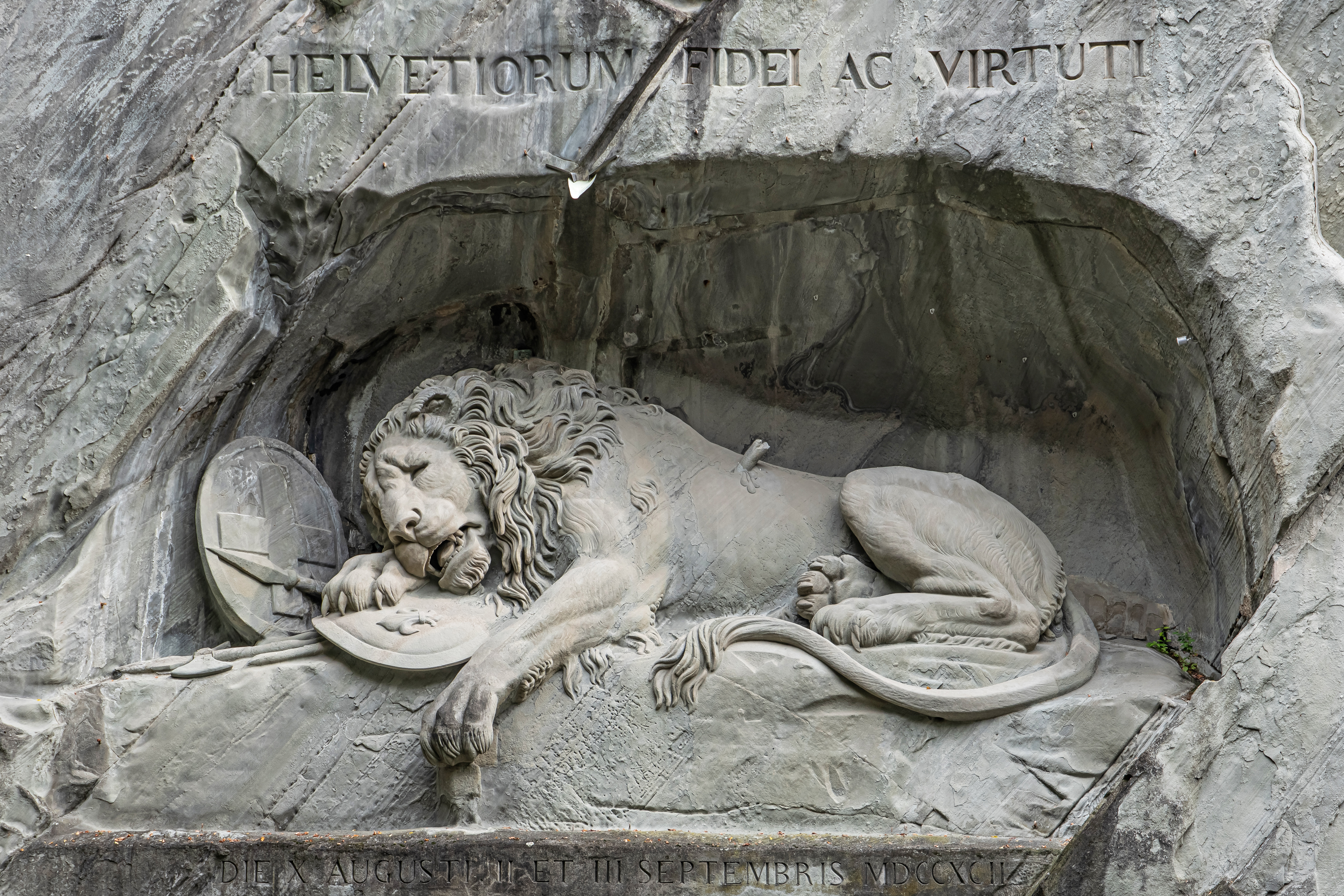
ルツェルンのライオン像。スイス人の忠誠心と勇気、フルール・ド・リス、背に矢が刺さって負傷したライオンのため、フランス王ルイ16世への忠誠を尽くしてテュイルリー宮殿で命を落としたスイス人への追憶をこめて。1819年、デンマーク人彫刻家ベルテル・トルヴァルドセン、彼らの犠牲を記念してこの記念碑を刻む

一つは、メゾン・ミリテール・デュ・ロワにおける外国人隊の多さである。外国人は宮廷で起きる陰謀に無関心であるとみなされ、フランス軍よりも効率が良く信頼された。しかし、メゾン・ミリテール・デュ・ロワ内では、フランス人衛兵がスイス人衛兵よりも優先されており、スイス人が優先されることはなかった。民兵武装組織は王国で創設されたものと同じ特権を享受しており、衛兵は所得税が免除され、もし衛兵が万が一死んだ時にはその家族も所得税を免除された。スイス衛兵はブルーをアクセントに用いた赤い軍服であった。スイス衛兵の編成単位は通常のスイス人連隊とは異なった。 
これらの精鋭集団の募集は、権力に近づけるため、特別な選抜制であった。兵士たちは、全てのカントンとヘルヴェティア連邦の同盟国全てから徴集された。スイス人たちは二倍の俸給を受け取っていた。兵士たちは独自の軍旗を持ち、入隊初期は同国人の将校だけに囲まれていた。さらに、スイス人は信仰の自由を謳歌し、特別な裁判権を持っていた。スイス人隊内では、フランス正規軍の内部規律よりはるかに厳しい、スイスの法典に従った内部規律を維持し、それが必須とされていた。ソルールにおける一般的な降伏協定は、スイス人を海に連れて行くことを禁止していたが、数年後、スイス人カステーリャの連隊がコルス島へと送られた。
スイス衛兵連隊の公文書は、8月9日の晩に密かに曹長によってテュイルリーに埋められた。その公文書は戦いの結果を予測していた。新しい共和制の当局者によって、公文書は庭師に命じて掘り出され、厳正に燃やされた。

## 博物館

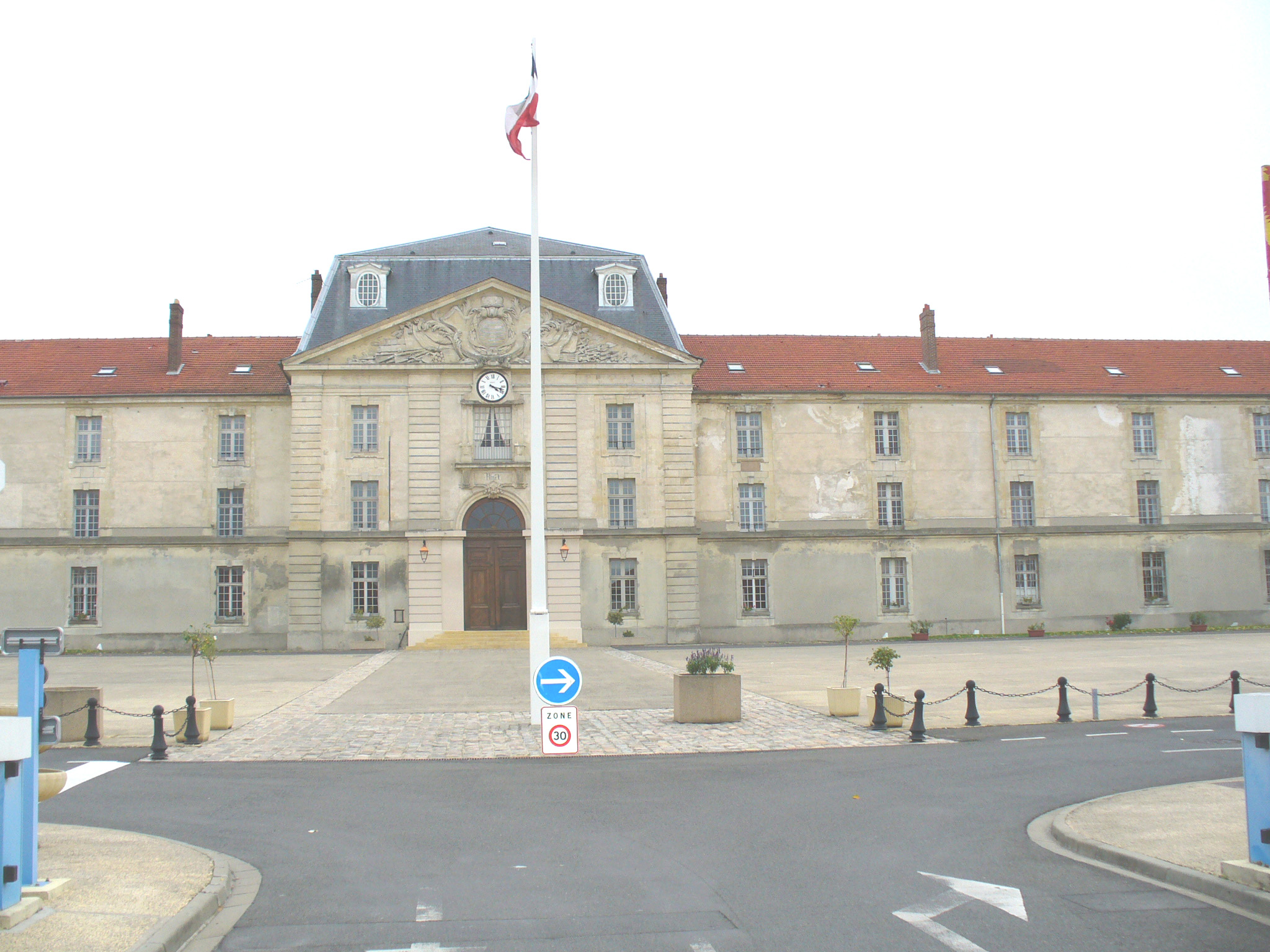
リュエイユ＝マルメゾンに残るスイス衛兵兵舎

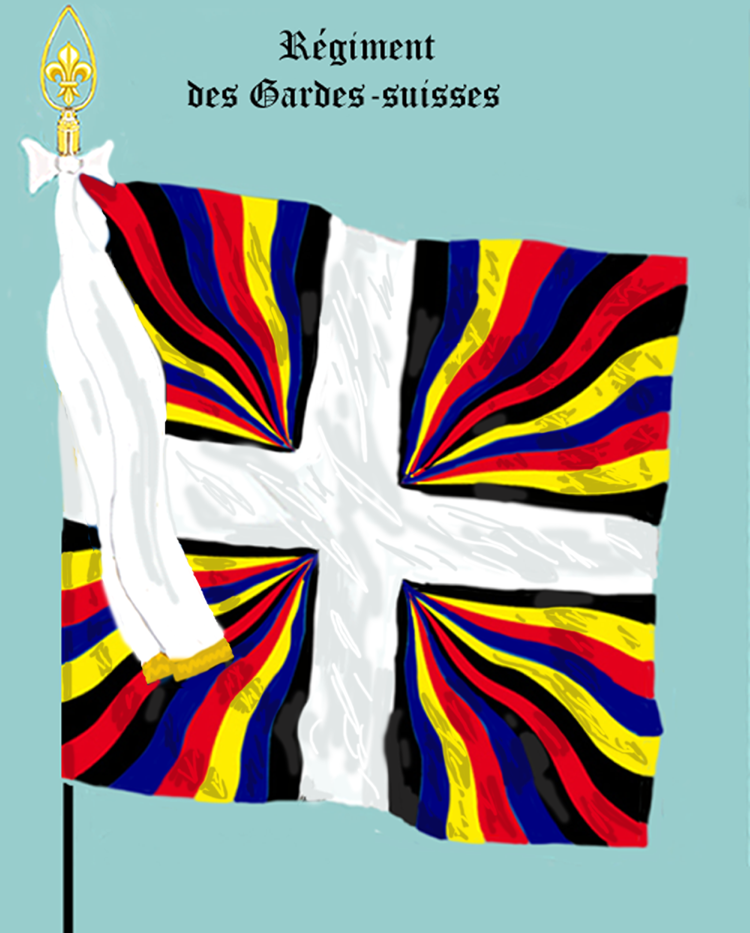
スイス衛兵旗

- ガルド・スイス博物館（fr、所在地はリュエイユ＝マルメゾン）

1754年、ルイ15世がリュエイユ＝マルメゾン、クールブヴォワ、サン＝ドニの三ヶ所に兵舎建設を命じた。博物館はリュエイユ＝マルメゾン兵舎の隣に位置している。
- 教皇衛兵博物館（Musée suisse dédié à la Garde pontificale、スイス）
- La Salle Stuppa, 在外スイス人博物館（Musée des Suisses dans le monde、スイス）